# Agouni Gueghrane
Agouni Gueghrane (in caratteri arabi: آقنى قغران) è una città dell'Algeria facente parte del distretto di Ouadhia, nella provincia di Tizi Ouzou. Ha 9.692 abitanti (dati 2008)
Era di Agouni Gueghrane il cantante e poeta Slimane Azem.